# Louis Leterrier
Louis Leterrier (París, 17 de junio de 1973) es un director de cine francés, conocido por películas de acción como las dos primeras películas de la saga del Transporter, la película de superhéroes The Incredible Hulk, Furia de titanes, Now You See Me, Fast X, entre otras.

## Carrera
En julio de 2006, Marvel Studios anunció que Louis Leterrier dirigiría The Incredible Hulk. Finalmente la película se rodó en 2008 y fue un éxito de taquilla. En 2010 Leterrier estrenó su siguiente proyecto, la superproducción Furia de titanes, nueva versión (remake) de la película de 1981 sobre el mito griego de Perseo. En diciembre del 2013, Leterrier fue llamado para dirigir la película de comedia de espionaje Grimsby (distribuida en español como Espía por error), escrita y protagonizada por Sacha Baron Cohen estrenada en julio de 2015.

## Filmografía

### Director
| Año  | Película            | Crítica | Notas |
| ---- | ------------------- | ------- | ----- |
| 2002 | The Transporter     | 53%     |       |
| 2005 | Danny the Dog       | 65%     |       |
| 2005 | Transporter 2       | 52%     |       |
| 2008 | The Incredible Hulk | 67%     |       |
| 2010 | Furia de titanes    | 29%     |       |
| 2013 | Now You See Me      | 50%     |       |
| 2016 | Grimsby             | 38%     |       |
| 2023 | Fast X              |         |       |
| 2026 | Fast XI             |         |       |